# Ceratalictus clonius
Ceratalictus clonius là một loài Hymenoptera trong họ Halictidae. Loài này được Brèthes mô tả khoa học năm 1909.